# Clifford G. Shull
Clifford Glenwood Shull (født 23. september 1915 Pittsburgh, Pennsylvania, død 31. marts 2001) var en amerikansk fysiker, der modtog nobelprisen i fysik.